# Katsudon
Katsudon (カツ丼 (勝丼) (thắng đảm)/ かつどん/ カツドン) là một món Nhật Bản nổi tiếng, một bát cơm với miếng cốt lết thịt heo chiên xù, 
trứng, rau củ, và phụ gia ở trên.

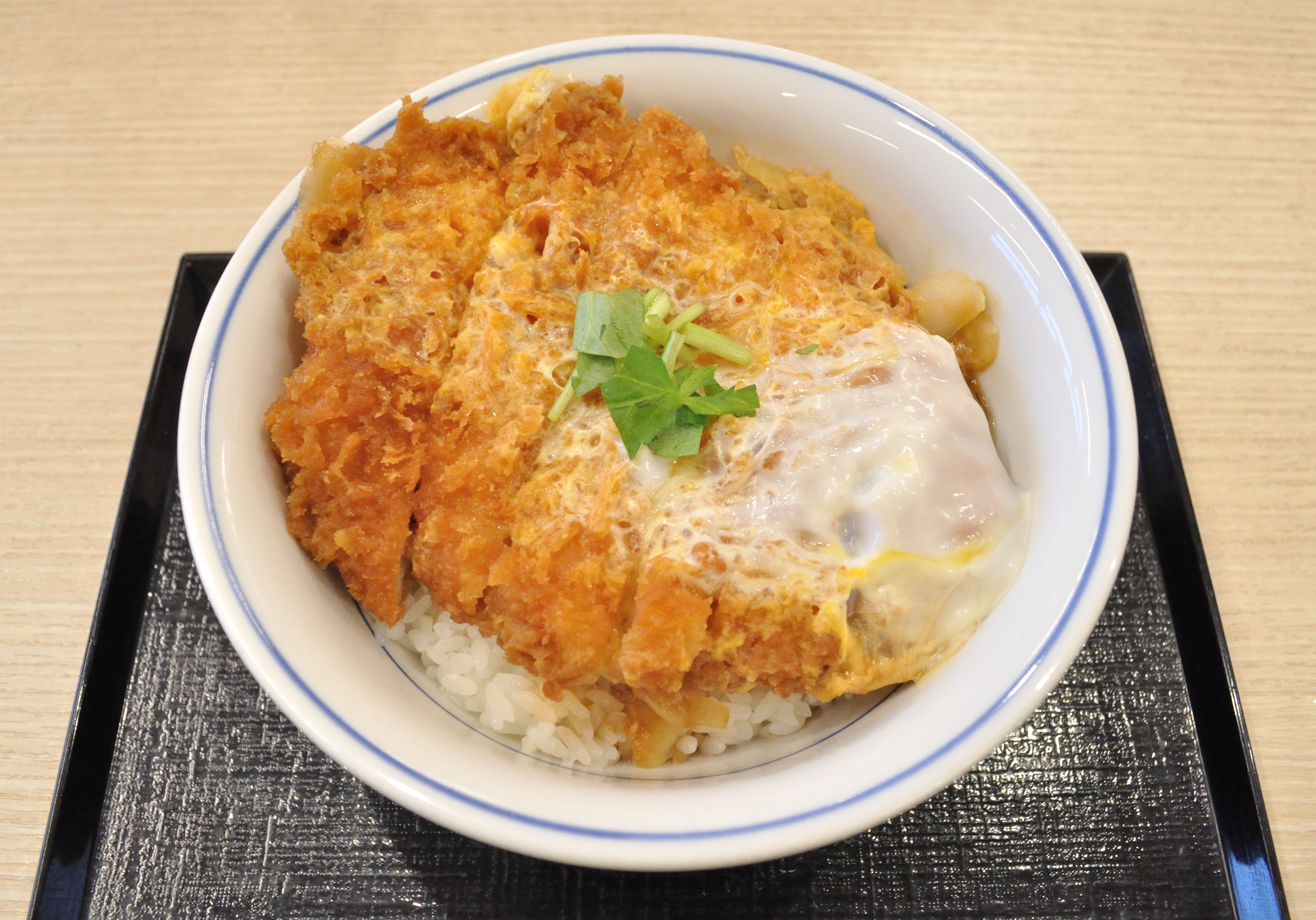
Katsudon

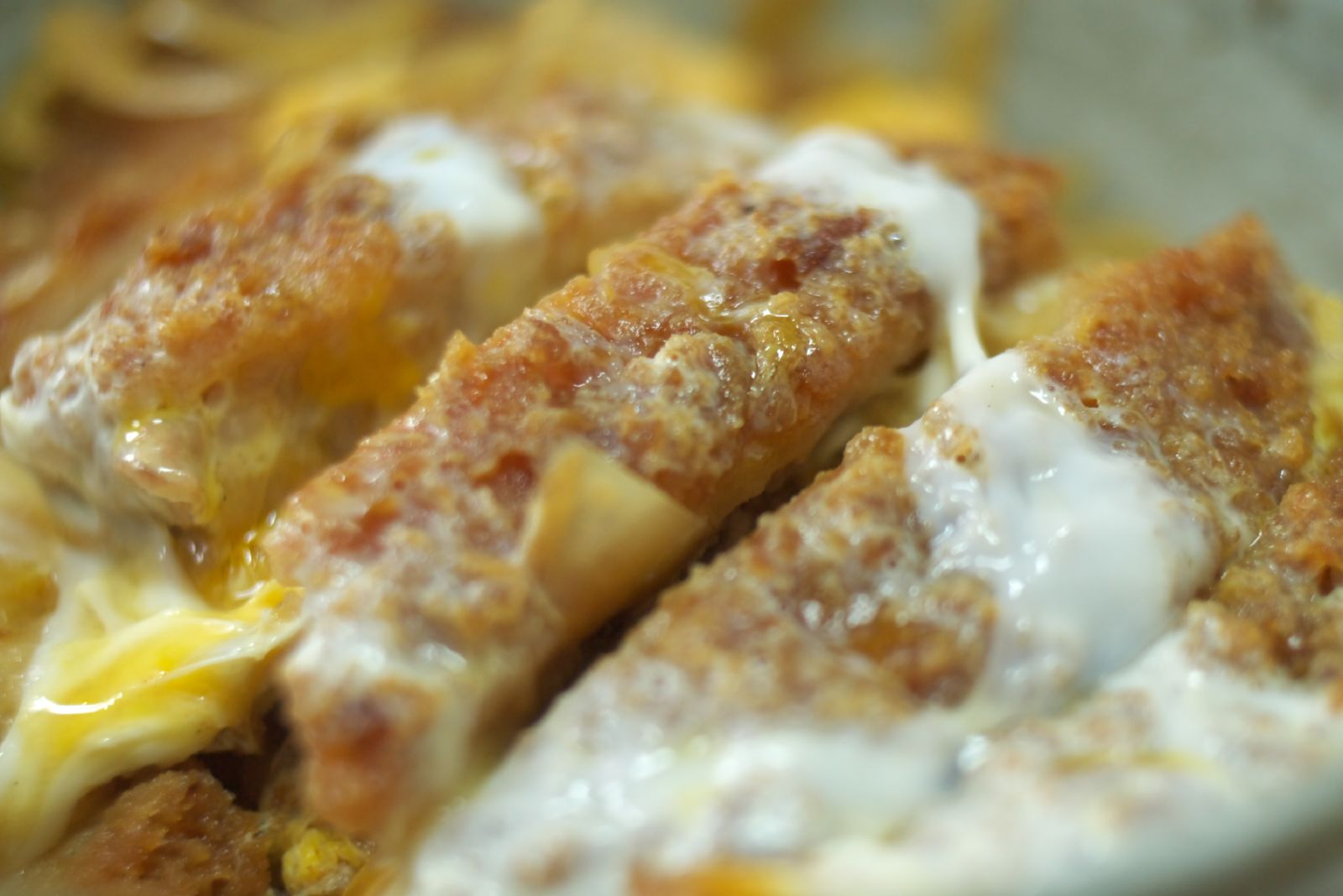

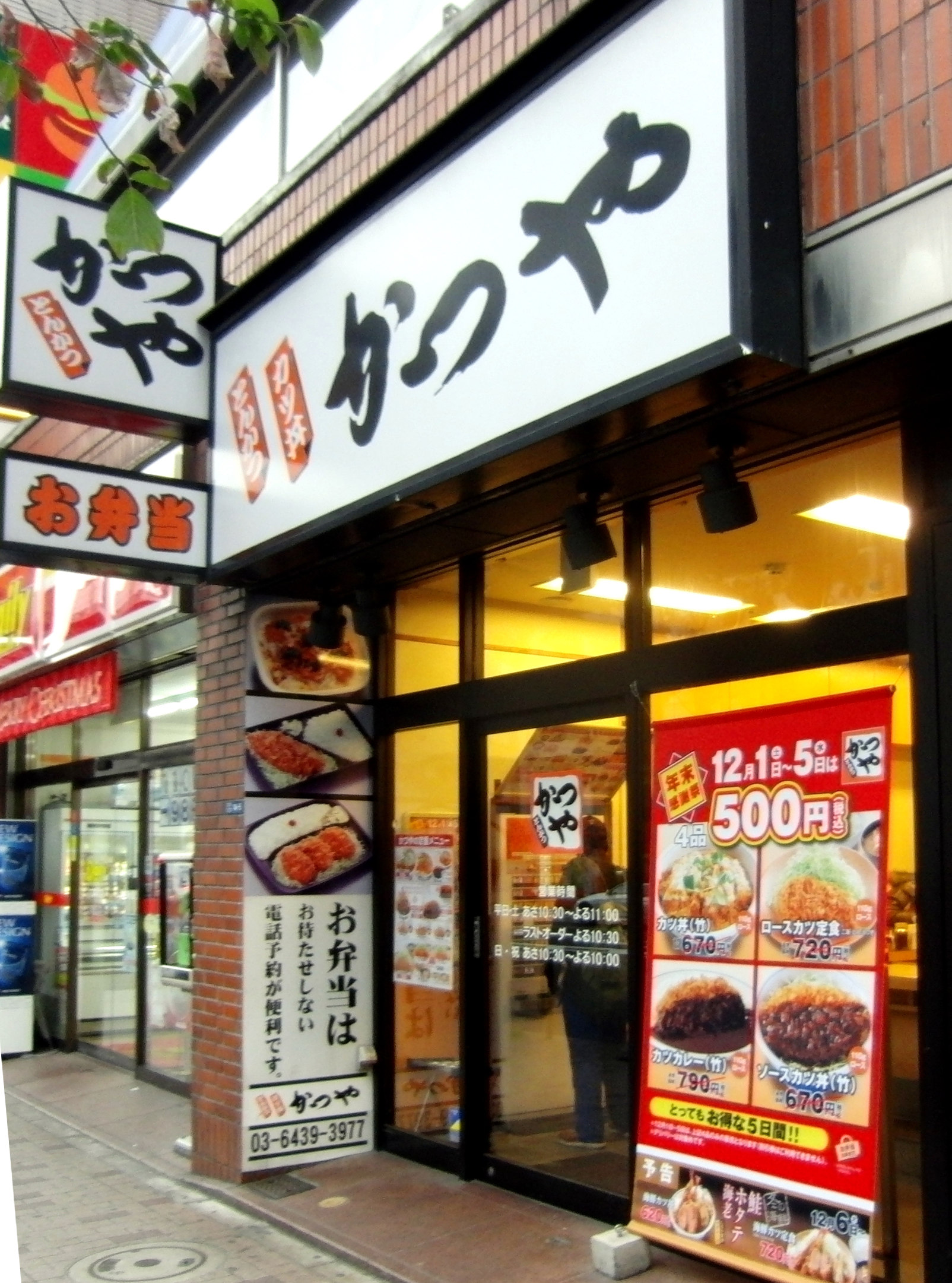
Vị trí nhà hàng

Món ăn lấy tên từ tiếng Nhật tonkatsu (cho thịt lợn cốt lết) và donburi (cho món cơm tô)
Nó đã trở thành một truyền thống hiện đại cho sinh viên Nhật Bản ăn katsudon vào buổi tối trước khi làm bài kiểm tra chính hoặc kỳ thi tuyển sinh. Điều này là do "katsu" là một từ đồng âm của động từ 勝つkatsu, có nghĩa là "chiến thắng" hoặc "được chiến thắng". Đây cũng là một trò đùa nổi tiếng của các bộ phim cảnh sát Nhật Bản: nhiều người nghĩ rằng nghi phạm sẽ nói sự thật bằng nước mắt khi họ ăn katsudon và được hỏi, "Bạn đã bao giờ nghĩ về cảm giác của mẹ bạn về điều này chưa?" Ngay cả ngày nay, trò đùa "Chúng ta phải ăn katsudon trong khi thẩm vấn " là phổ biến trong các bộ phim Nhật Bản.

## Biến thể
Biến thể bao gồm sốt katsudon (với sốt tonkatsu hoặc sốt Worcestershire, một khu vực khác nhau như Fukui, Kōfu, Gunma, Aizuwakamatsu và Komagane), demi katsudon hoặc Domi katsudon (với demi-glace và thường đậu xanh, một đặc sản của Okayama), shio -katsudon (với muối, một loại Okayama khác), shouyu-dám katsudon (với nước tương, kiểu Niigata), và miso -katsudon (một món ưa thích ở Nagoya). Thịt bò (gyū-katsu) và thịt gà (oyakodon) có thể thay thế cho thịt lợn. Katsukarē là một biến thể với nước sốt cà ri thay vì trứng thông thường.

## Sự chuẩn bị
Một cách phổ biến để chuẩn bị tonkatsu cho món katsudon là nhúng cốt lết vào bột, tiếp theo là trứng, sau đó nhúng vào vụn bánh mì panko và rán chảo. 

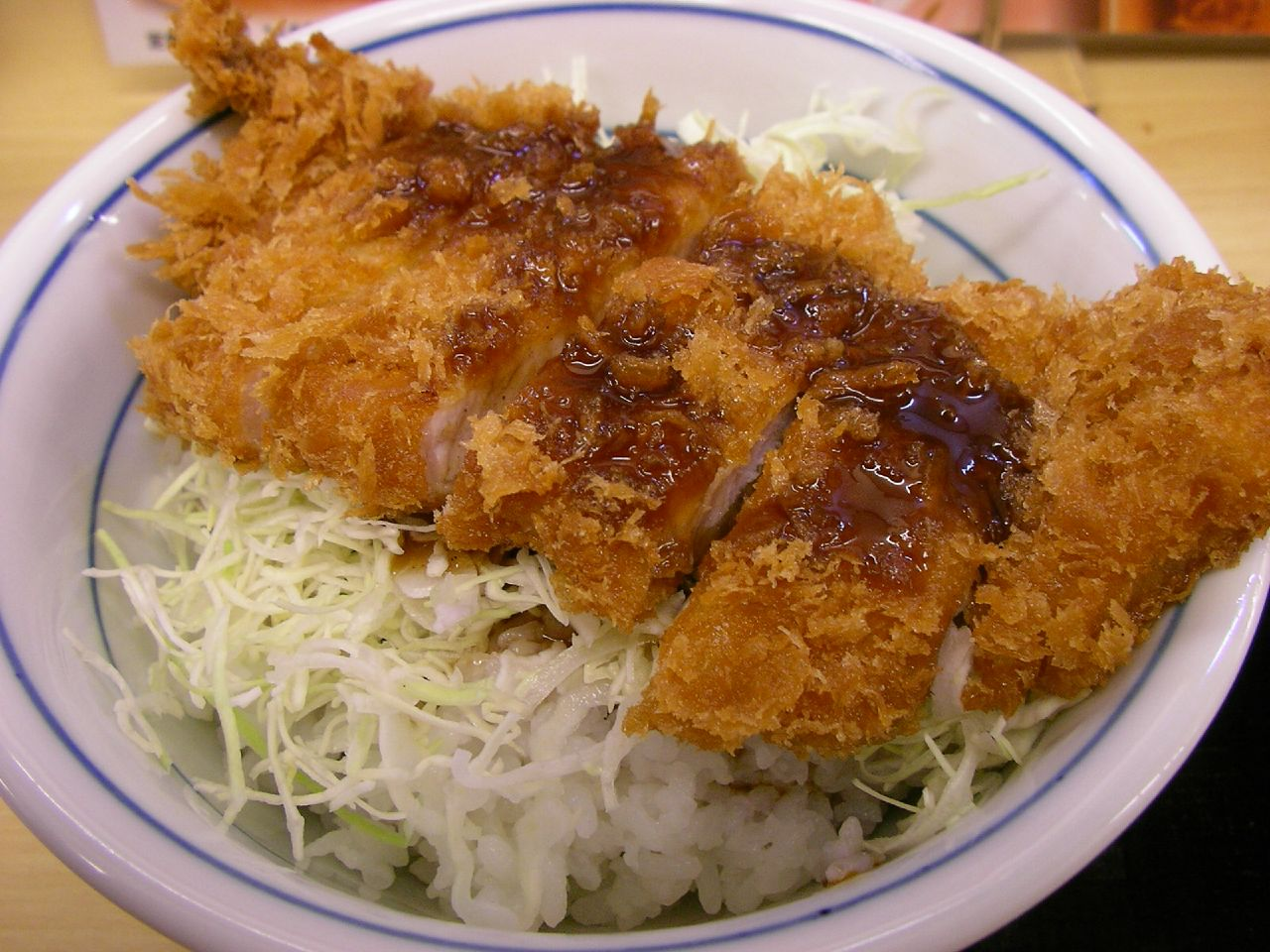
Sốt katsudon ở Tokyo
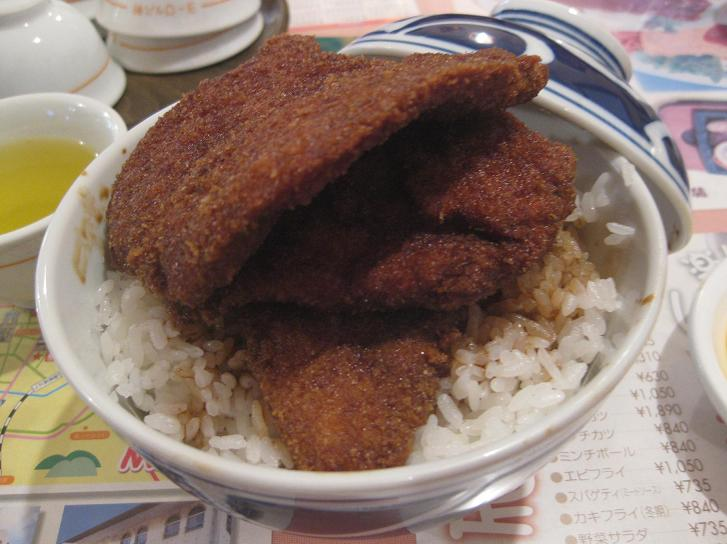
Sốt katsudon ở Tsuruga, Fukui
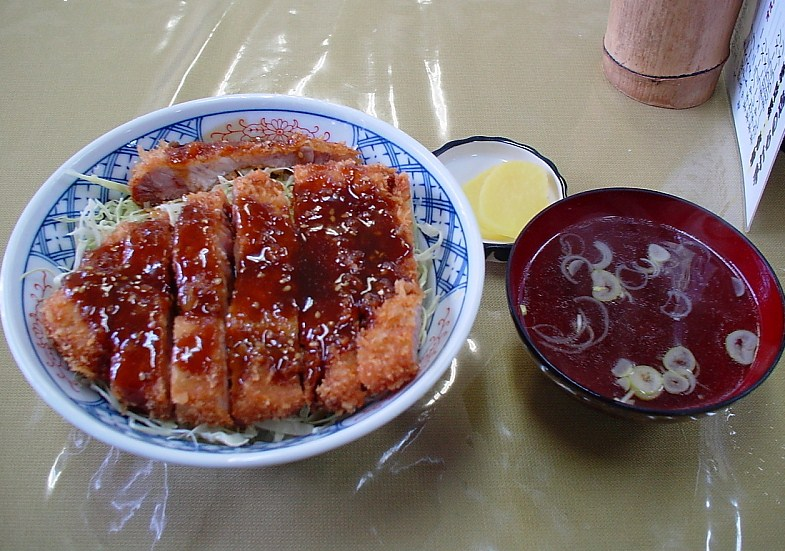
Sốt katsudon ở Aizuwakamatsu
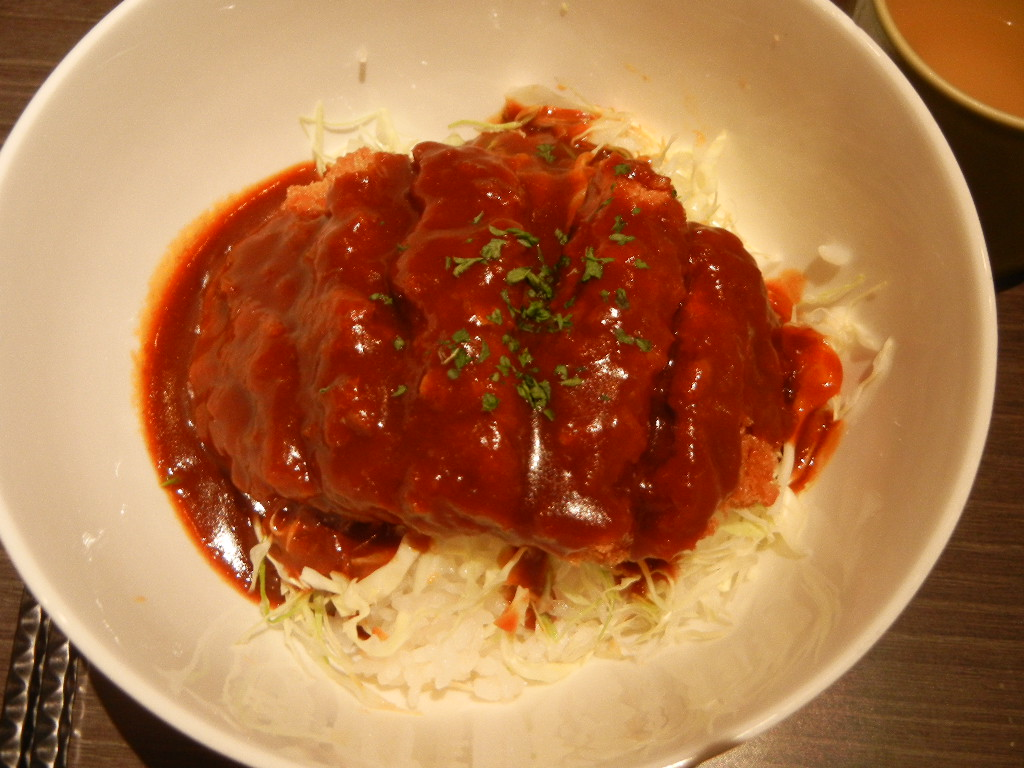
Nước sốt Demi-glace katsudon ở Okayama
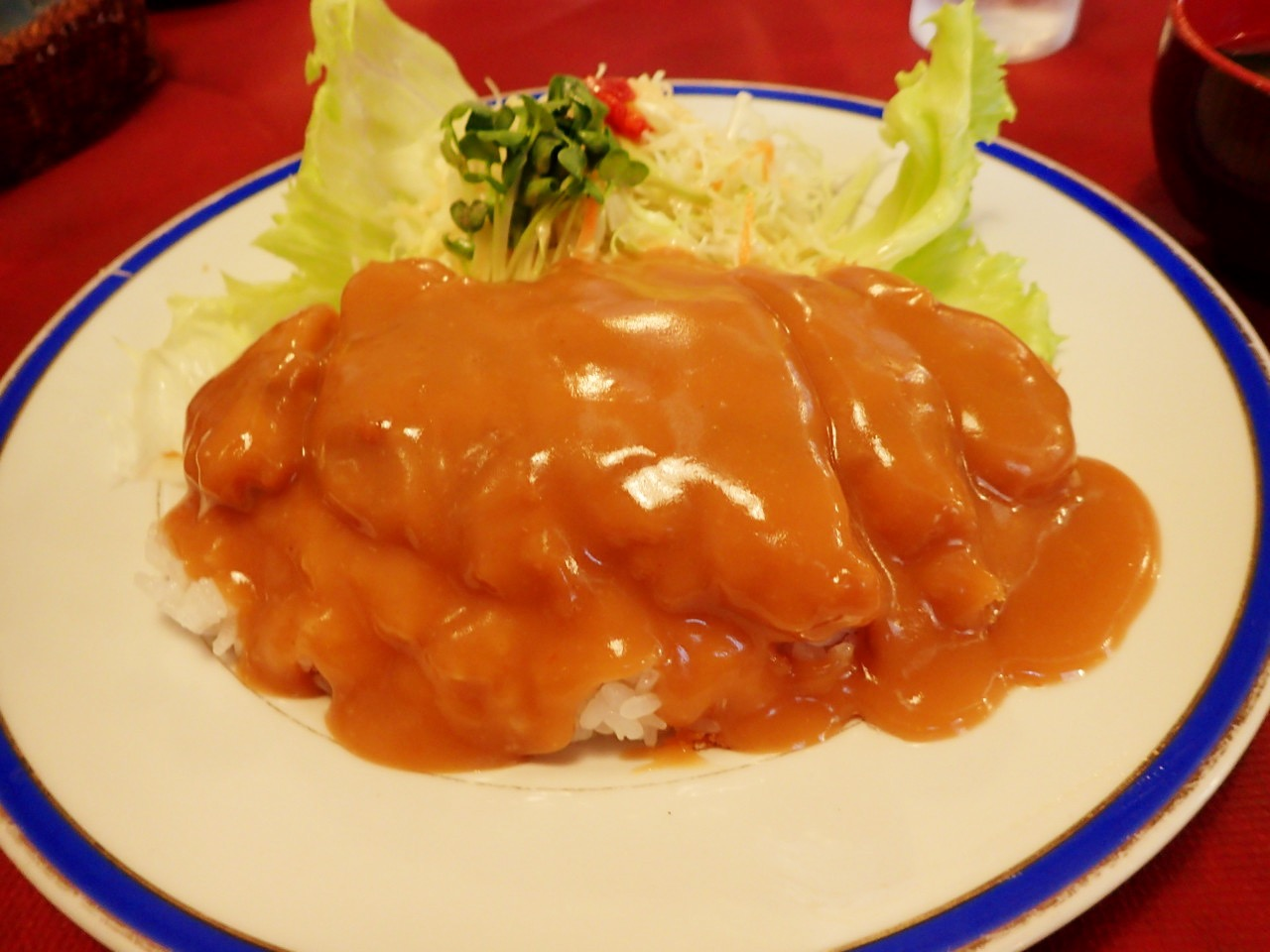
Sốt cà chua katsudon gọi là Yōfū (kiểu tây) katsudon ở Nagaoka, Niigata
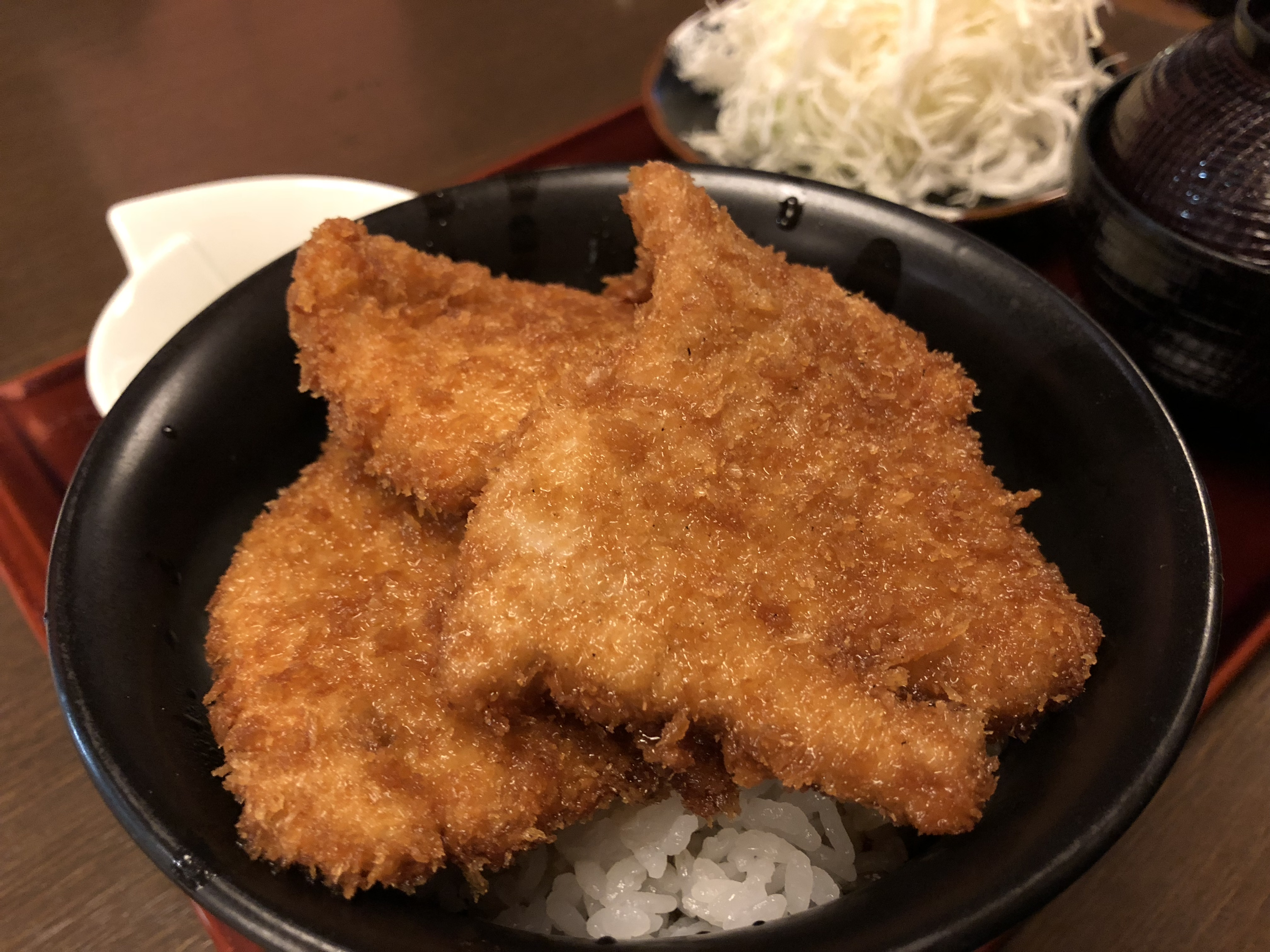
Nước tương katsudon ở Niigata

## Trong Văn hóa phổ biến
- Trong sê-ri tiểu thuyết ánh sáng của Isekai Shokudo, Katsudon là món ăn yêu thích của Lionel, một người thú đã xoay xở để trở thành một nhà vô địch đấu sĩ từ việc ăn Katsudon hàng tuần.
- Trong bộ anime Yuri on Ice, Katsudon là món ăn yêu thích của Yuri Katsuki, Victor Nikiforov cũng rất thích Katsudon, gọi nó là món ăn của Chúa.
- Trong Shokugeki no Soma, Soma Yukihira nấu Katsudon làm tại nhà bằng cách sử dụng thịt bò để thay thế thịt lợn trong một cuộc thi nấu ăn.
- Trong Hataraku Maō-sama!, Sau khi Satan Jacob và Alciel hạ cánh ở Nhật Bản hiện đại. Sĩ quan cảnh sát Nhật Bản đã đưa hai người đến đồn cảnh sát nơi họ được mời "Katsudon" như một bữa ăn ấm áp.

## Liên kết ngoại
- Công thức Katsudon Lưu trữ ngày 12 tháng 7 năm 2014 tại Wayback Machine
- なぜ取り調べにはカツ丼が出るのか? メディアファクトリー(2010/12/21) ISBN 978-4840136624